# Vossloh Eurolight
Als Eurolight (eigene Schreibweise: EUROLIGHT) bezeichnet der Hersteller Stadler Rail Valencia, bis 2015 Vossloh España, SA, vierachsige dieselelektrische Lokomotiven für den Güter- und Personenverkehr.

## Geschichte
Im Dezember 2009 gab der Hersteller die Entwicklung einer vierachsigen Diesellokomotive mit einer Achslast von unter 20 t bekannt. Das neue Modell nutzt dabei teilweise Komponenten der bisherigen Modelle Euro 4000 sowie Euro 3000 und ergänzt diese nach unten. Im darauffolgenden Jahr wurde die Baureihe öffentlich auf der InnoTrans vorgestellt und absolvierte danach erste Zulassungsfahrten in Deutschland und Italien. 2011 wurden weitere Versuche auf dem Eisenbahnversuchsring Velim durchgeführt.

## Technische Daten
Die Eurolight ist als reine Gütervariante oder für den Personenverkehr mit einer Zugheizung von 500 kW erhältlich. Als Dieselmotor kommt in beiden Varianten ein Caterpillar C175 nach Stage-IIIa-Abgasnorm mit 12- oder 16-Zylindern und einer Leistung von 2.300 bzw. 2.800 kW zum Einsatz, welcher über einen Generator vier Fahrmotoren von ABB mit einer Leistung von jeweils 600 kW antreibt. Mit einem angekündigten 20-Zylinder-Motor steigt die Motorleistung auf 3.500 kW. Je nach Einsatzzweck kann die Lokomotive auf Geschwindigkeiten von 120 km/h (Güterverkehr) oder 140–200 km/h (Personenverkehr) ausgelegt werden. Ein Einsatz in Doppeltraktion ist möglich.

## Varianten und Bestellungen

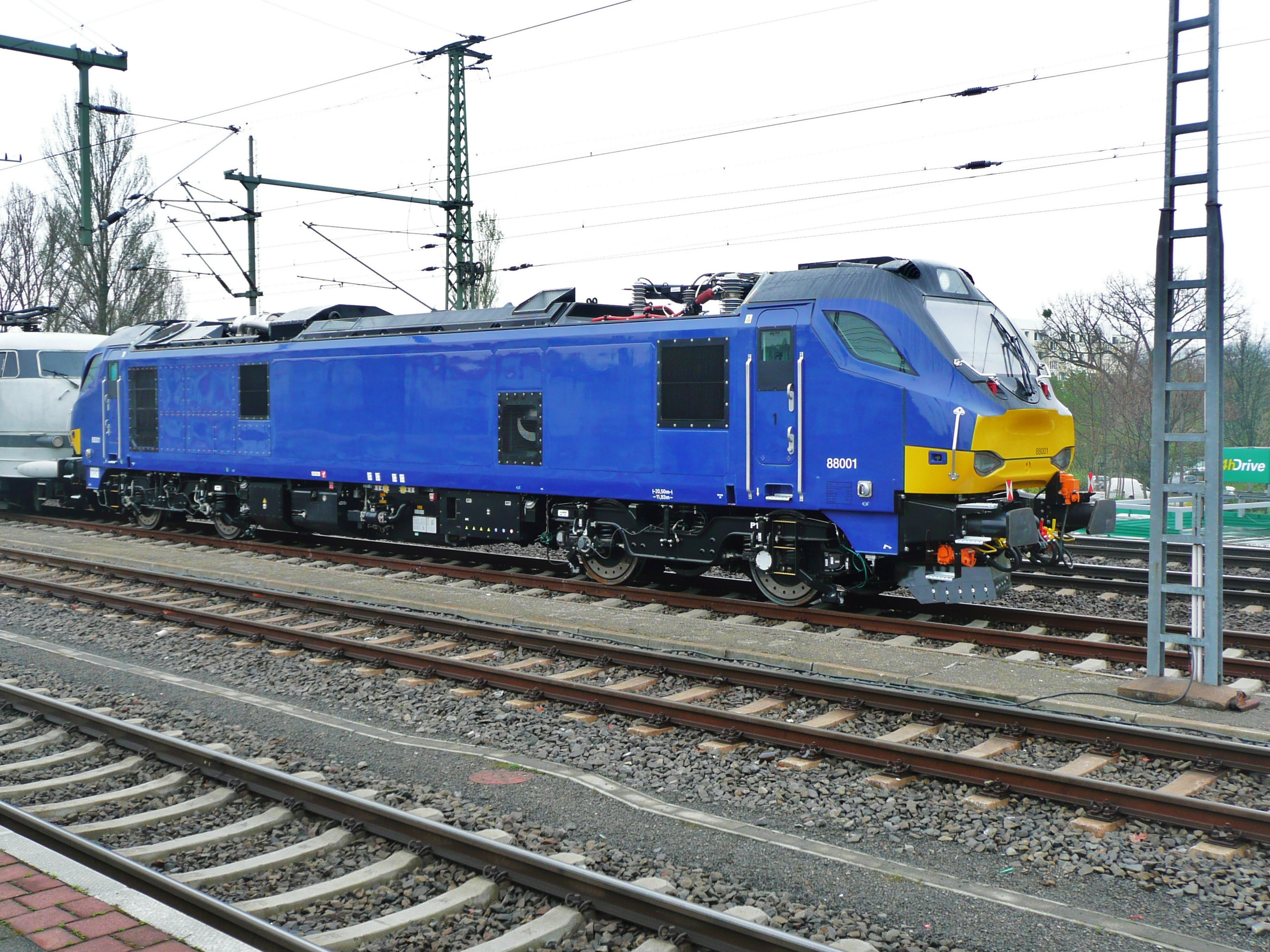
Zweikraftlokomotive Class 88, fotografiert 2016 in Dresden Hauptbahnhof

Die durch den ersten Kunden DRS bestellte Variante erhielt den Namen UKLight und wird als Class 68 bezeichnet. Diese 85 t schwere Version für den Güter- und Personenverkehr leistet 2.800 kW, besitzt ein nutzbares Tankvolumen von 5.600 l und erreicht vorerst 160 km/h. Ein späterer Umbau für 200 km/h ist möglich. Die erste Lokomotive kam am 18. Januar 2014 per Schiff in Southampton an. Im November 2014 wurden zusätzlich 10 und im Juli 2015 weitere 7 Exemplare bestellt. Der gesamte Bestand beläuft sich nach Ablieferung aller Class 68 auf 32 Exemplare.
Das Leasingunternehmen Beacon Rail bestellte im September 2013 10 Zweikraftlokomotiven für DRS. Diese basieren auf der UKLight und erhalten neben einem 708 kW leistenden Dieselmotor zusätzlich einen 4.000 kW leistenden elektrischen Antrieb für den bis zu 160 km/h schnellen Betrieb auf elektrifizierten Strecken. Die Bezeichnung der Baureihe lautet Class 88.
Unter dem Namen Asialight wurde zur InnoTrans 2012 eine Variante für den südostasiatischen Raum vorgestellt. Diese sechsachsige Version mit Schmalspurdrehgestellen weist eine Masse von 96 t auf. Antriebsseitig werden Motoren von MTU, Cummins oder Caterpillar mit einer Leistung von 1.800 kW bis 2.800 kW verbaut.
Die südafrikanische Leasinggesellschaft Swifambo Rail Leasing erteilte Vossloh im Oktober 2013 den Auftrag zur Lieferung von 50 auf der Eurolight basierenden Zweikraftlokomotiven. Diese Variante leistet elektrisch 3.000 kW und besitzt einen Dieselmotor mit einer Leistung von 2.800 kW. Die Höchstgeschwindigkeit beträgt 140 km/h.
Der italienische Logistikanbieter Dinazzano Po bestellte im Juli 2015 eine Eurolight für den Güterverkehr.
Der spanische Netzbetreiber ADIF AV bestellte 2019 22 EuroLight-Lokomotiven für Inspektions-, Schneeräum- und Notfalleinsätze. Die erste Lokomotive wurde im Januar 2022 präsentiert.
Im März 2023 gab Stadler einen Rahmenvertrag mit Trenitalia über bis zu 60 Eurolight Dual-Lokomotiven bekannt, aus dem zunächst 13 Fahrzeuge angerufen wurden. Die vierachsigen Zweikraftlokomotiven für 3 kV Gleichspannung und zusätzlichem Dieselmotor erreichen eine Höchstgeschwindigkeit von 160 km/h und basieren auf der vierachsigen EUROLIGHT-Lokomotivplattform.